# Ford Puma
Ford Puma var en 2+2-sitsig coupé från Ford Motor Company tillverkad mellan september 1997 och juli 2002. Bilen var endast tillverkad i Köln, Tyskland. Puman följer den gemensamma designen med andra Ford-fordon.